# Prins Eugens ek

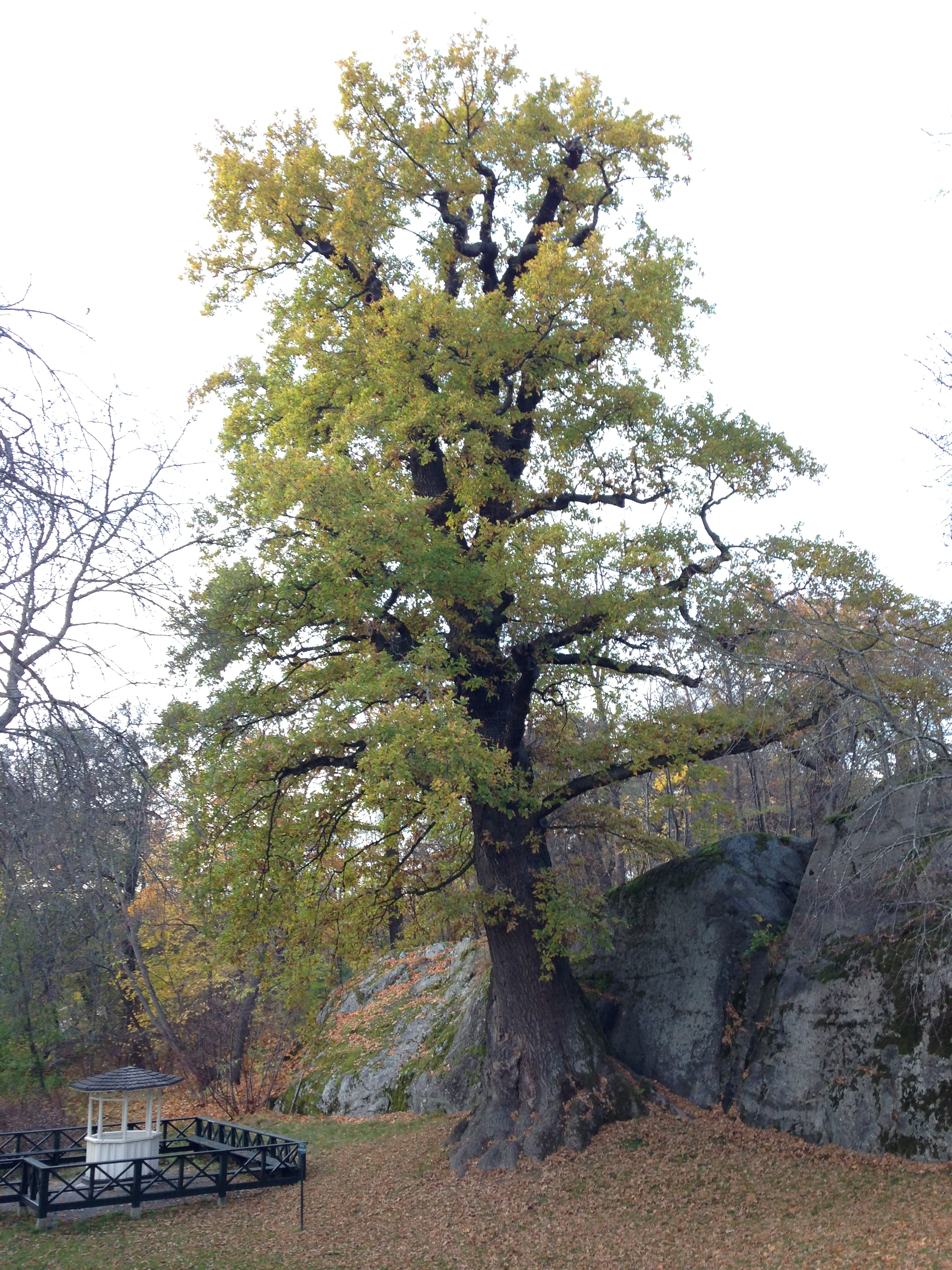
Prins Eugens ek, 2013

Prins Eugens ek är en ek på Djurgården i Stockholm. Trädet växer i parken norr om Prins Eugens Waldemarsudde och har fått sitt namn efter Prins Eugen.
Eken anses vara den största levande eken på Djurgården och i hela Stockholms stad. Eken var ursprungligen trestammig. År 2006 var Prins Eugens ek 21 meter hög. Stammen hade då ett omkrets om 9,2 meter och en volym om 45 kubikmeter. Åldern uppskattas till mellan 300 och 400 år. Vissa källor uppger till och med 1 000 år. Nedanför eken står ett vitt lusthus, och tidigare låg en hälsobrunn på samma plats.

## Bakgrund
På 1500-talet fridlystes eken i Sverige, för att bli till virke för krigsfartyg. Det gick åt flera tusen ekar till ett skepp. Ekarna var fridlysta ända till 1830-talet. Under stormaktstiden var det belagt med dödsstraff att hugga ned ekar; de var helt och hållet förbehållna konungen. Därför finns många gamla ekar kvar på Djurgården och i Sverige.

## Prins Eugens ek
Eken hade ursprungligen tre stammar men ett blixtnedslag på 1950-talet gjorde att en av de stora stammarna föll ner och ett stort hål öppnades in i den ihåliga eken. Den stora håligheten plomberades (fylldes) med betong, en metod som användes för flera djurgårdsekar under 1900-talet.
Ytterligare ett blixtnedslag träffade eken och en av de två återstående stammarna sprack. För att rädda trädet monterades ett tiotal stag mellan stammar och grenar. Eken förankrades även i berggrunden med hjälp av en kätting och kronans grenar kapades en bit in på de livskraftiga delarna för att avlasta trädet. Numera är betongfyllningen från 1950-talet ersatt av ett metallnät med lös ekbark utanpå. På grund av ihåligheten är ekens väggar bara ett par tre decimeter i tjocklek.
År 1925 hade ekens stam ett omkrets på 7,25 meter. År 2006 var ekens omkrets 9,2 meter. Den genomsnittliga årstillväxten under de sista 80 åren har varit knappt 3 cm. Trädet står vid en fuktig sänka som kallas för 'Kärret'. Det kan vara en av förklaringarna till ekens höga tillväxt, liksom att den är flerstammig. Tillväxtdata tyder på att eken kan vara mellan 300 och 400 år gammal.
I parken finns ytterligare en gammal ek, som står vid entrén till galleriet. "Trädgårdseken" med en sittbänk runt stammen avbildades år 1902 av Prins Eugen. Av denna ek återstår dock endast en död trädruin.

## Bilder

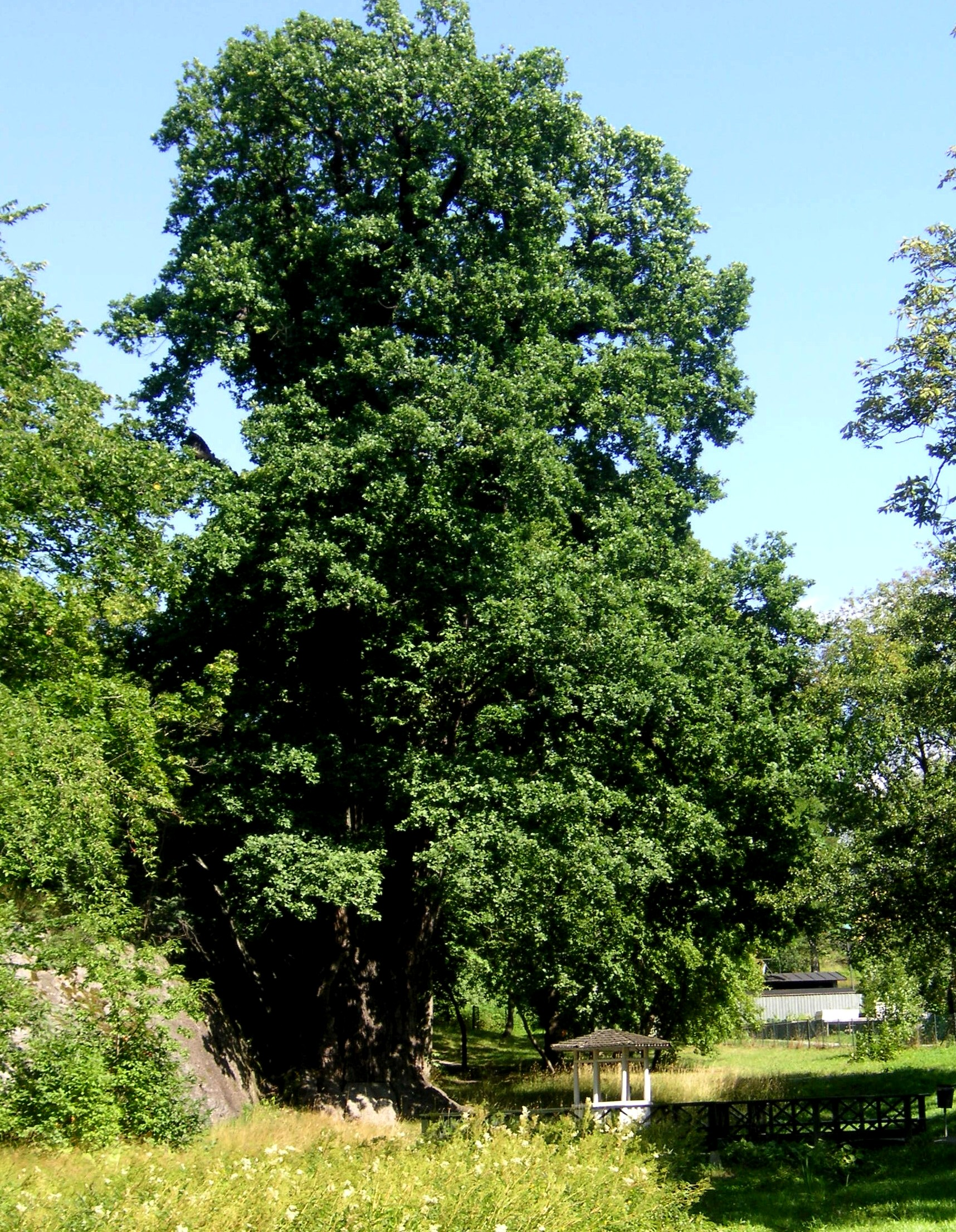
Sommar 2007
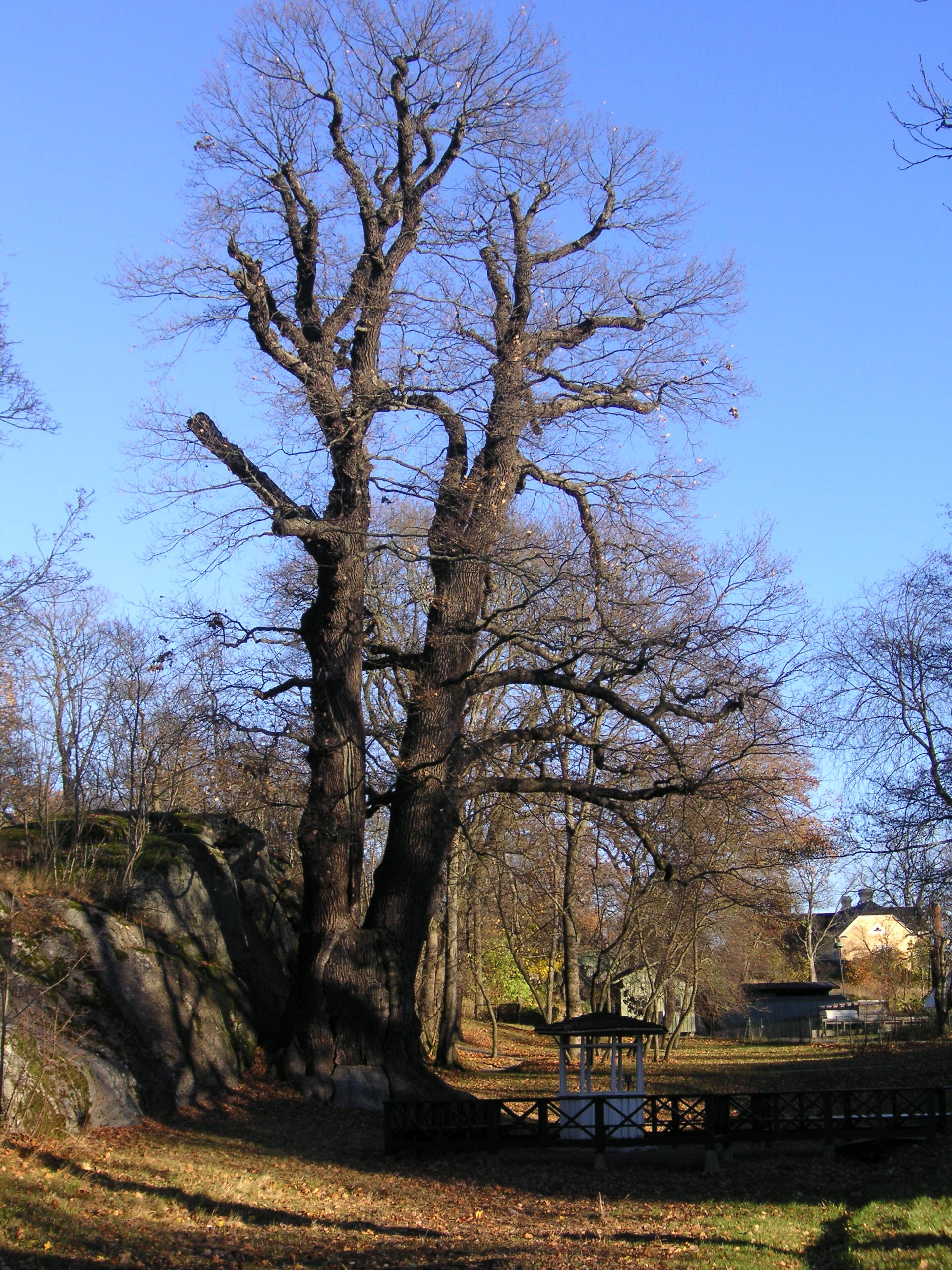
Höst 2007
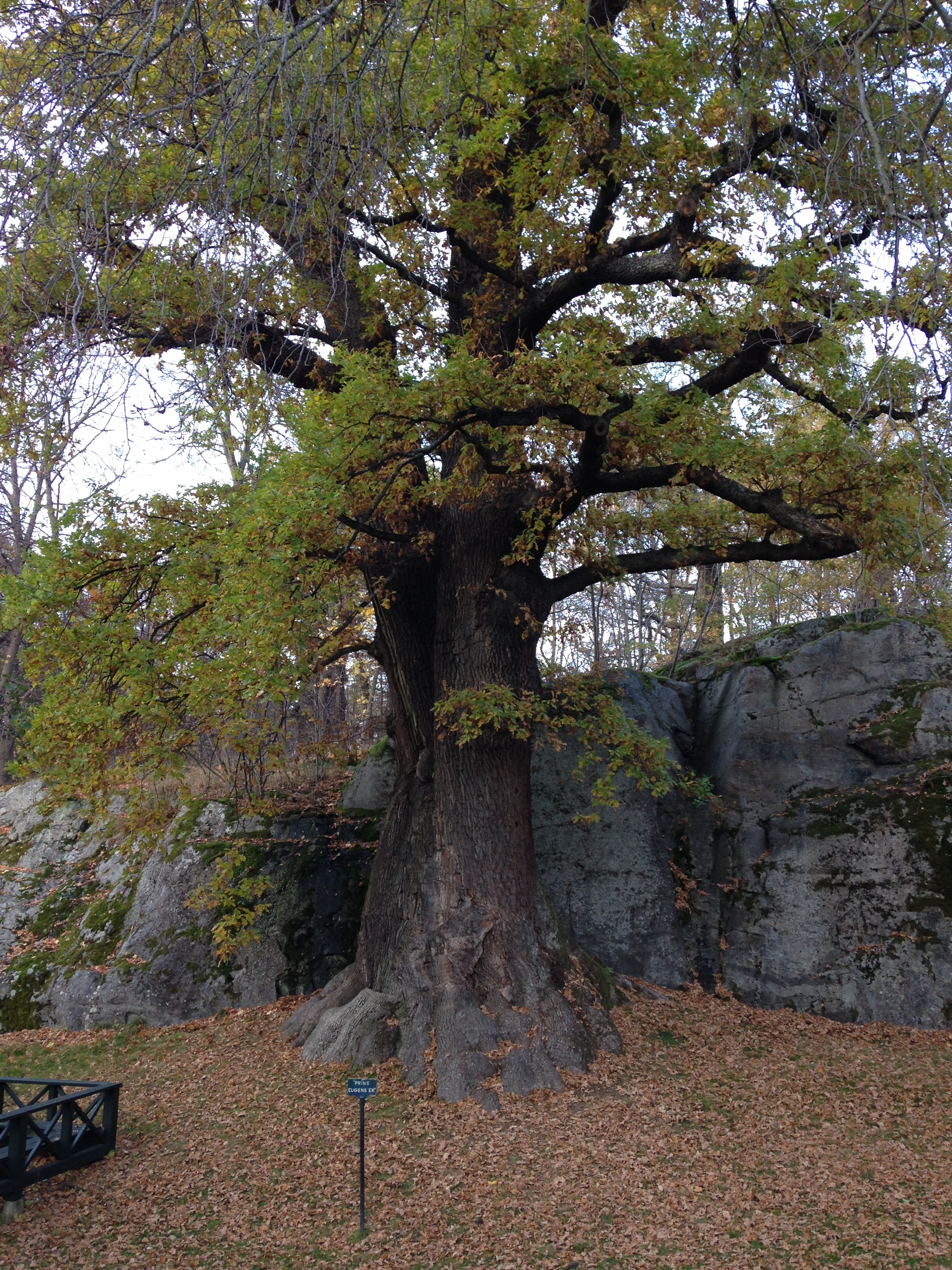
Höst 2013
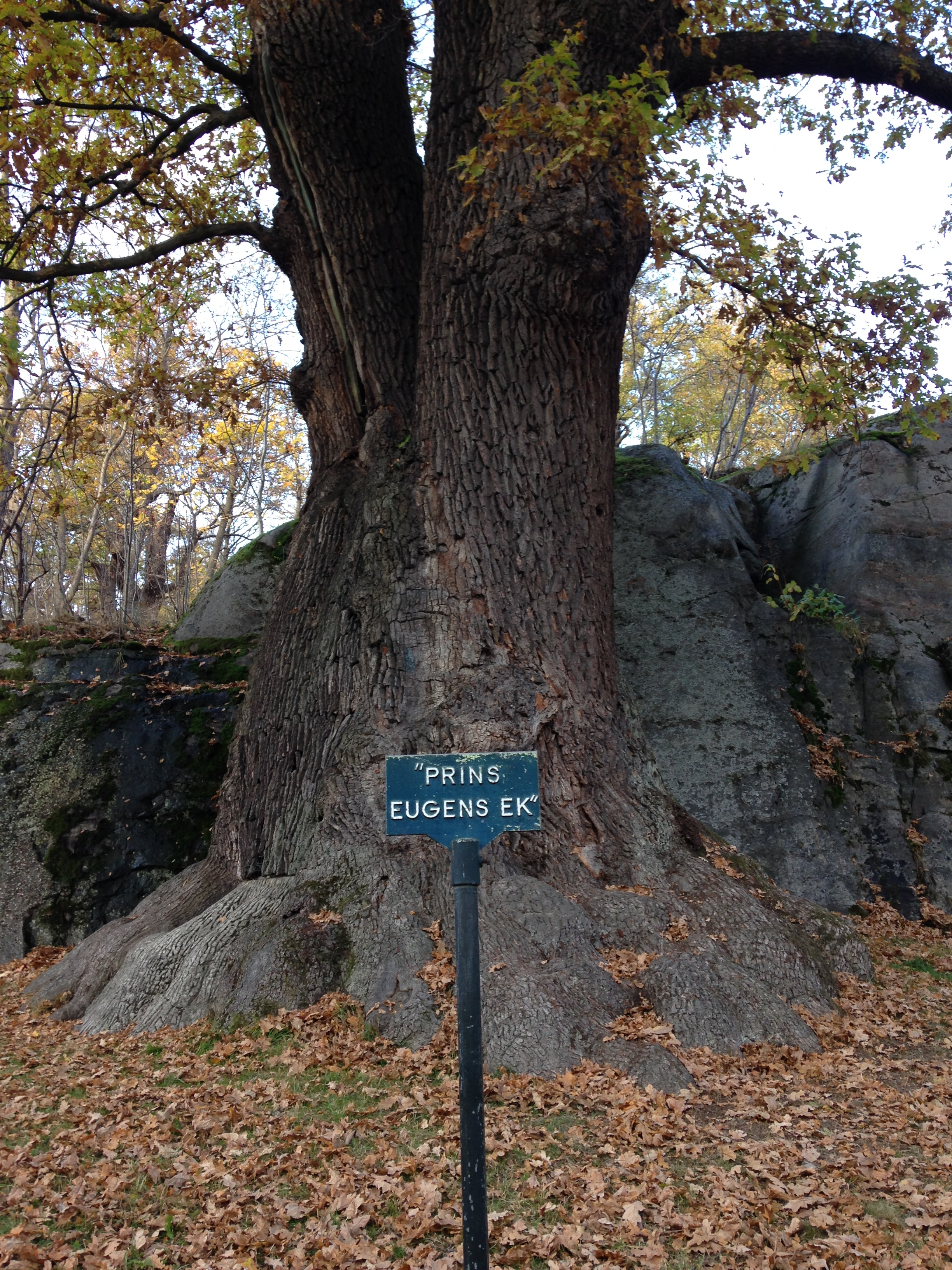
Höst, 2013, med namnskylt